# Leucochlaena hispida
Leucochlaena hispida là một loài bướm đêm trong họ Noctuidae.